# Ariadna weaveri
Ariadna weaveri är en spindelart som beskrevs av Joseph A. Beatty 1970. Ariadna weaveri ingår i släktet Ariadna och familjen sexögonspindlar. Inga underarter finns listade i Catalogue of Life.